# Střelecký ostrov
Střelecký ostrov (dříve Trávník, nebo Malé Benátky) je vltavský ostrov v Praze. Leží zhruba uprostřed řeky Vltavy a je spojen s oběma břehy mostem Legií. Katastrálně patří celý ke Starému Městu. Jeho výměra činí asi 2,5 ha, délka asi 480 metrů a šířka v nejširším místě, u mostu Legií, kolem 85 metrů.

## Historie

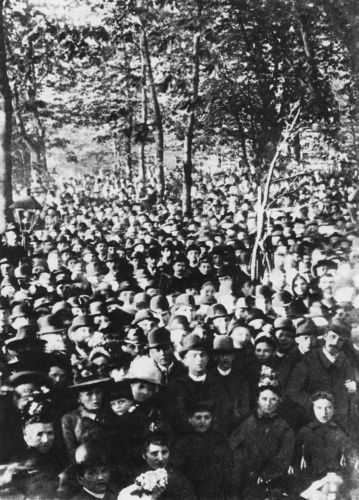
Tábor lidu 1. května 1890, počátek české tradice prvomájových dělnických oslav

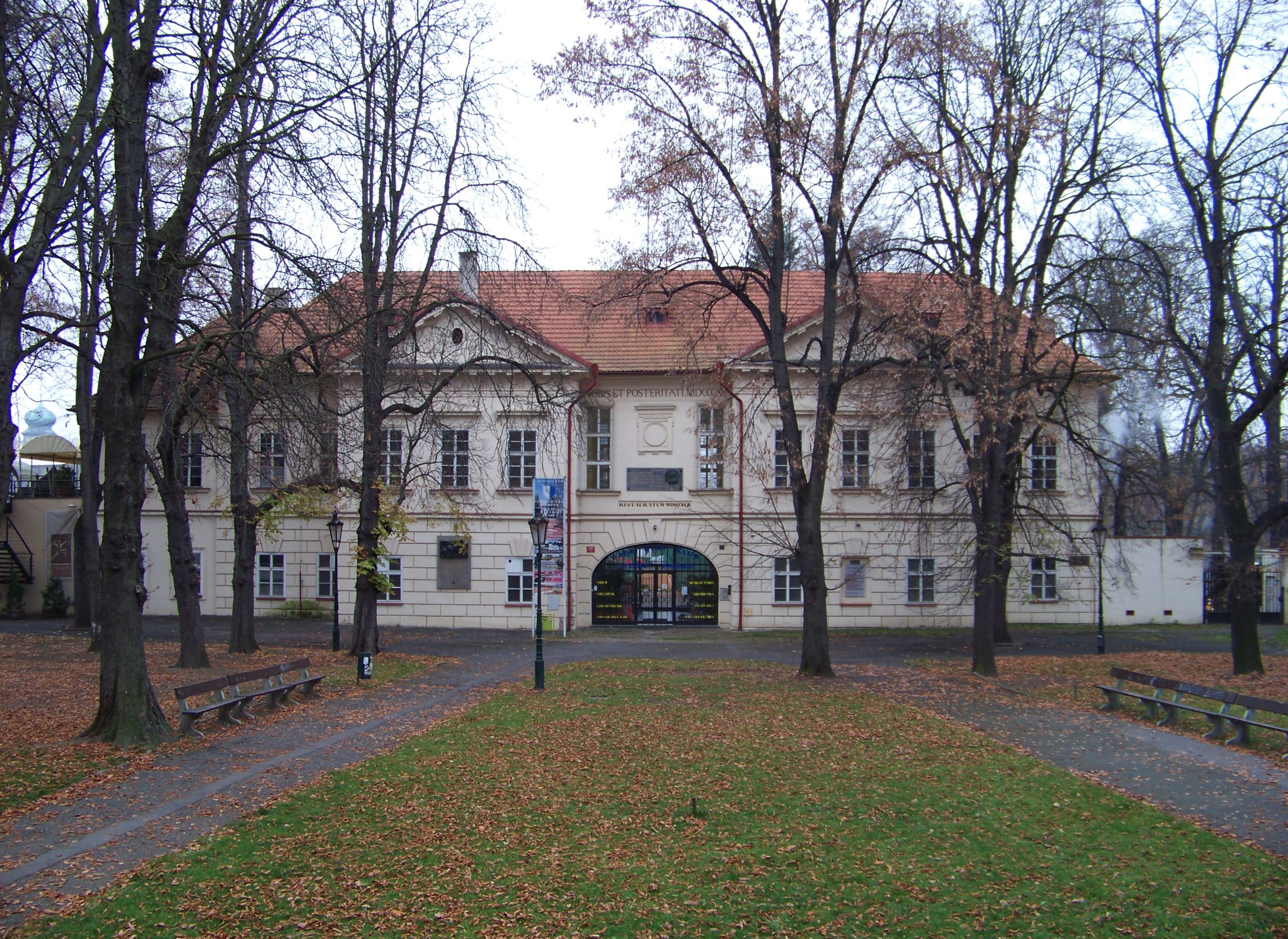
Hostinec č. p. 336

První zmínky o něm pocházejí již z 12. století. Tehdy se ostrov nazýval Trávník. Nejprve byl v majetku johanitů a sloužil jako zahrada. Ti jej roku 1393 prodali lékárníku Augustinovi. Za Karla IV. získali pražští střelci privilegium cvičit se zde ve střelbě z luků a kuší a od té doby se zde konaly soutěže ve střelbě „ku ptáku“, tedy na plechový terč ve tvaru makety ptáka na tyči. Roku 1472 ostrov zakoupilo Staré Město. Po neúspěšném odboji jej roku 1547 zabavil král Ferdinand I. Habsburský Roku 1562 vrátil polovinu městu, druhou ponechal k užívání cechu pražských ostrostřelců, kteří zde sídlili a pořádali každoroční slavnost až do 19. století. Od roku 1619 byl každoročně volen patron cechu z řad českých šlechticů a svátek se zařadil mezi 17 nejvýznamnějších lidových slavností města Prahy (vedle Velikonoc, Božího Těla, Svatojánské slavnosti či Památky zesnulých).
Například v roce 1791 daroval český král Leopold II. u příležitosti své korunovace do střelecké soutěže jako ceny 7 svých stříbrných korunovačních medailí a dále 100 zlatých dukátů na výdaje spojené se slavností.
Ostrov má strategickou pozici, v letech 1648, 1740 a 1742 byly střelbou odraženy různé armády, které se chtěly zmocnit Starého Města. Za třicetileté války ostrov zpustl, v 18. a 19. století opět sloužil střelcům, ale konaly se zde i různé lidové veselice. Střílení zde bylo zakázáno roku 1913, ale v roce 1937 pro pražskou Národní gardu 1 opět povoleno. Od 18. století se zde konaly svatojánské oslavy, spojené se střelbou a ohňostroji.
V roce 1882 zde probíhal I. všesokolský slet. Byl využit ostrostřelecký areál o rozloze 2400 m² včetně přilehlé budovy s velkým společenským sálem, využité i jako šatny. Cvičiště mělo rozlohu 1200 m², na přilehlých tribunách se tísnilo 2500 diváků.
Roku 1890 se zde poprvé v Čechách slavil 1. máj (Svátek práce). Roku 1926 zde byl slavnostně zakončen VIII. sokolský slet. Za Protektorátu užíval ostrov pražský oddíl Hitlerjugend.
Ostrov byl původně přírodního charakteru, s přírodní bylinnou a později i stromovou vegetací. Na Hergetově plánu z roku 1791 je patrná pozdně barokní urbanizace, kubus čtyřřadého stromořadí vázaného na budovu střelnice ve středu ostrova. Po požáru dřevěné střelnice Sbor pražských ostrostřelců postavil v roce 1812 na ostrově novou, zděnou podsklepenou patrovou empírovou budovu s hostincem, navrženou architektem J. K. Zobelem (dnes č. p. 336, orientační číslo nemá). V roce 1842 byla budova opravena, v letech 1935–1937 byla podle návrhu architektů Jana Zázvorky a J. Libánského rozšířena o terasu, kavárnu a lodžii. V patře byl vybudován i kinosál. Dnes je budova chráněna jako kulturní památka. Na průčelí hostince se nachází nápis Nobis et posteritati (Nám i potomkům). V polovině 19. století bylo stromořadí rozšířeno a na ostrově byla vybudována zděná restaurace (dosud stojící). Krajinářská úprava severní části ostrova je doložena na polohopisném plánu Malé Strany a Hradčan z roku 1891. V 60. letech 20. století byl zchátralý park obnoven. Jižní část ostrova i s budovou restaurace byla v druhé polovině 20. století přidělena Tělovýchovné jednotě Start Praha která si za restaurací vybudovala několik hřišť.
Budova hostince, ač stojí napříč směru toku řeky, přežila povodně v roce 1890 i velkou povodeň v roce 2002. Povodeň roku 2002 přinesla na ostrov velké nánosy písku, znovu zpřístupněn byl 16. května 2003.
V červnu roku 2013 ostrov opět zatopila velká povodeň na Vltavě.

## Doprava

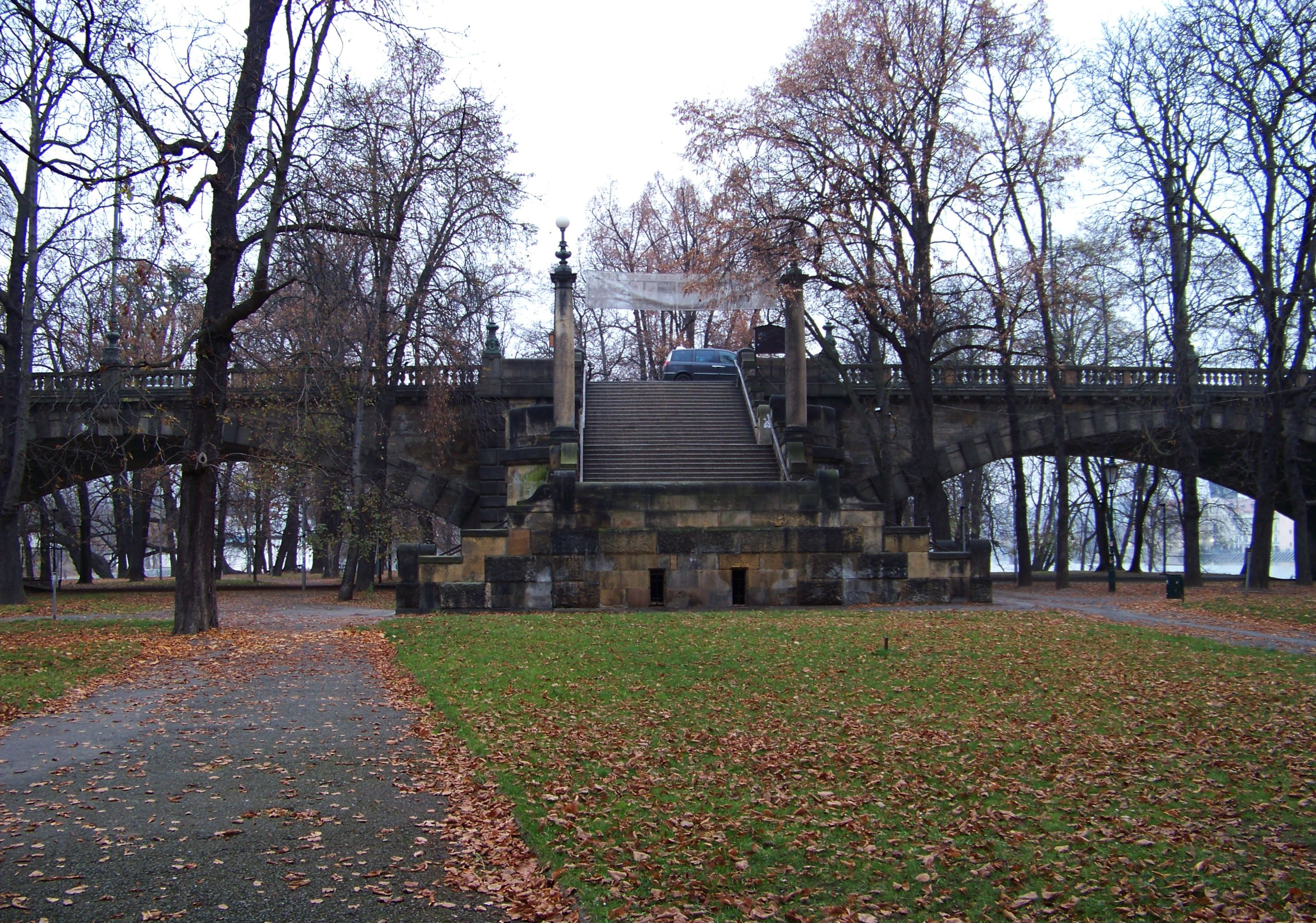
Schodiště z Mostu Legií

Do roku 1841 zajišťoval spojení s břehy přívoz. V letech 1839–1841 byl přes ostrov postaven řetězový most císaře Františka I. V letech 1898–1901 jej nahradil nový most Legií. Z jižní strany mostu sestupuje na ostrov monumentální, bohatě zdobené schodiště. V letech 2008 až 2011 u pravé (východní) strany ostrova stavěl sezonní malokapacitní přívoz P4, který jej spojoval se Smetanovým nábřežím a se Slovanským a Dětským ostrovem.

## Nynější využití

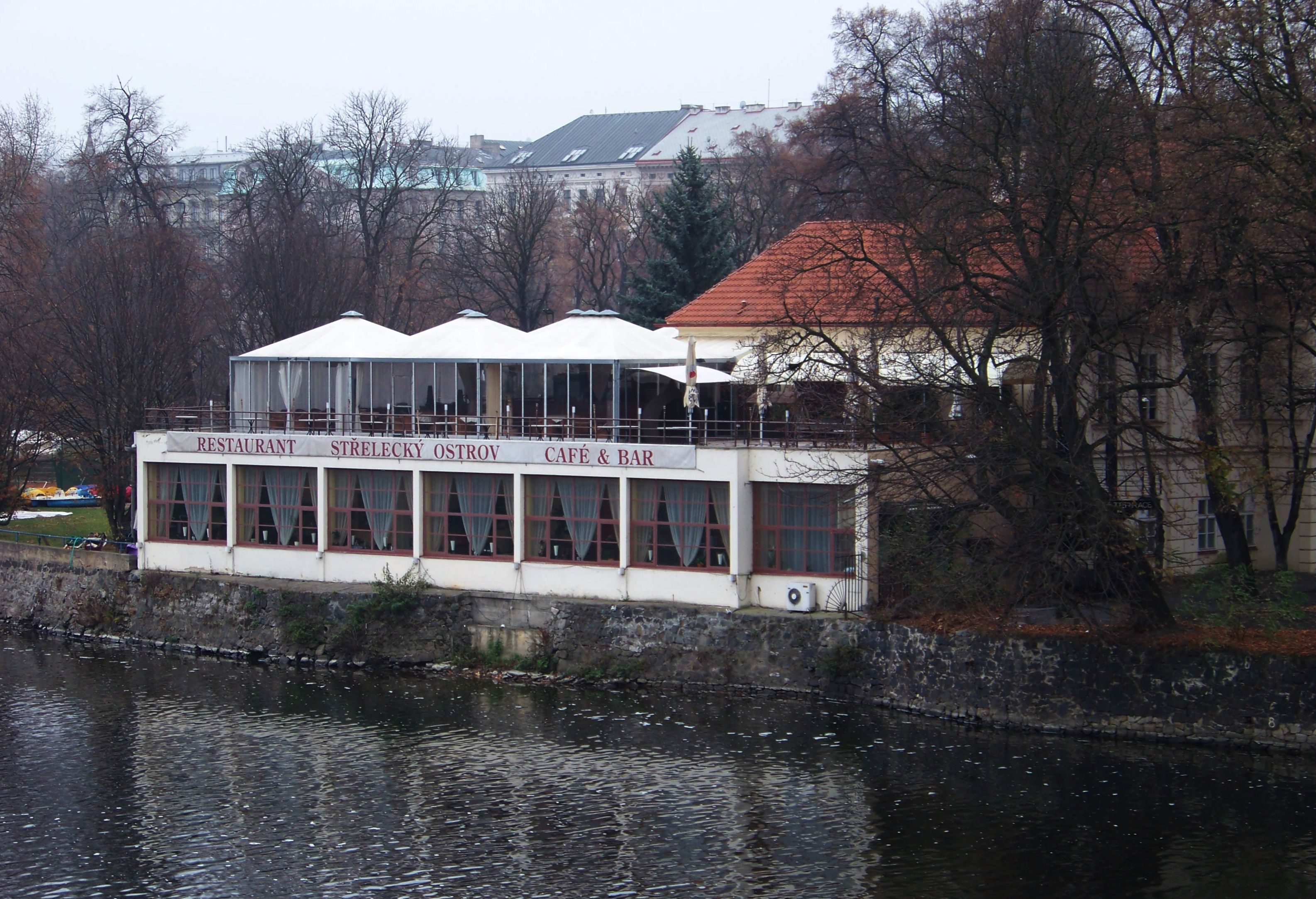
Moderní přístavba restaurace

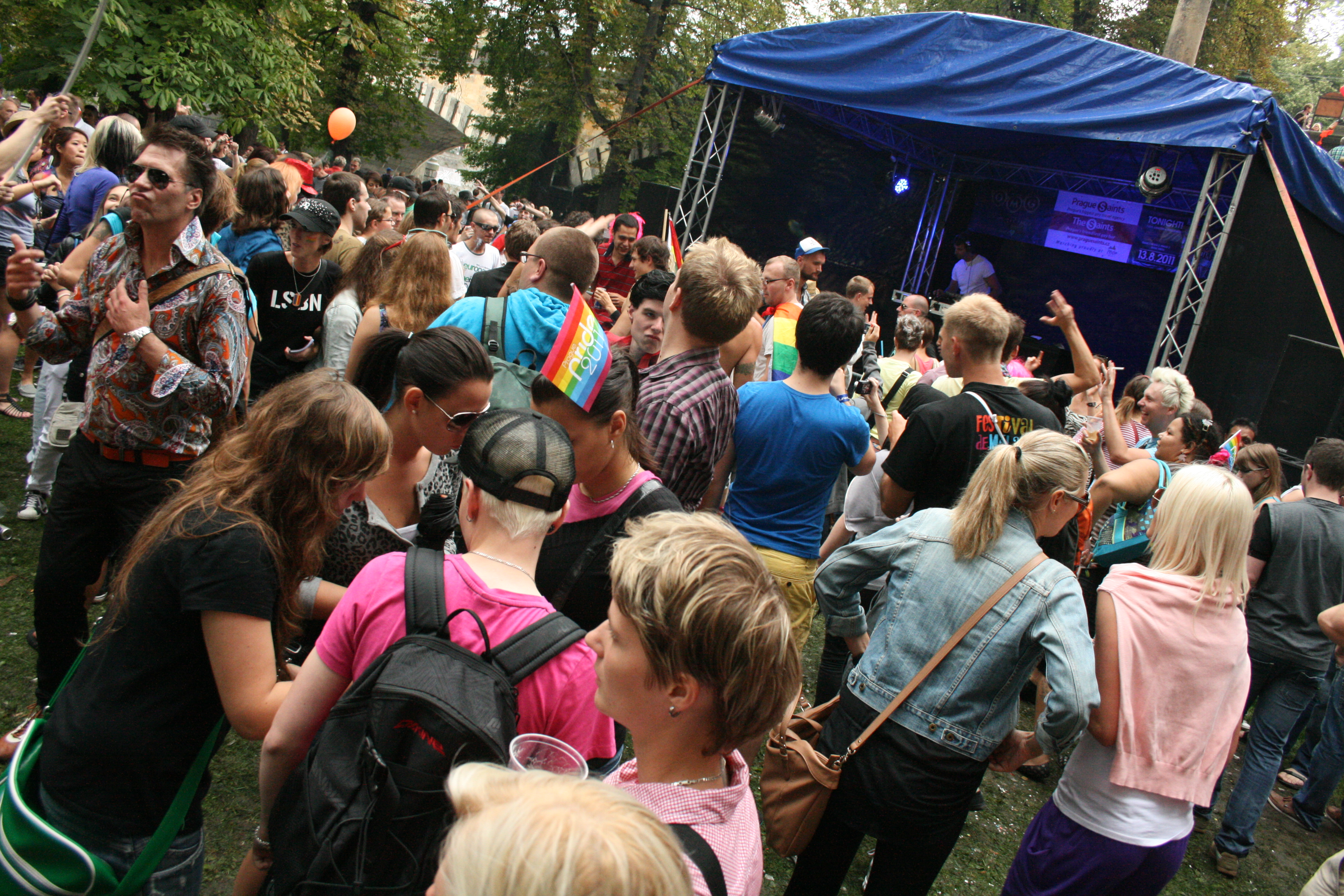
Prague Pride 2011, jedna z mnoha akcí konaných na ostrově

Jižní část ostrova není veřejnosti volně přístupná, nachází se ve vlastnictví soukromého sportovního klubu. Nachází se zde restaurace, a dále různá sportoviště, která může za poplatek užívat i veřejnost. Prostor mezi restaurací a severním koncem ostrova, včetně okolí Mostu Legií, je upraveno jako veřejný park. Parkové cestičky jsou převážně neasfaltované, kolem hlavních cestiček je zavedeno veřejné osvětlení, v severní části v běžném „sídlištním“ provedení, v okolí restaurace v ozdobnějším. Příležitostně se zde konají různé slavnosti, koncerty, festivaly pod širým nebem a podobné kulturní akce.

## Plány
Městská část Praha 1 v roce 2008 zvažovala záměr intenzivnějšího komerčního využití ostrova, v jehož rámci měl být na ostrov vybudován výtah z mostu (za cenu zbourání ozdobné části mostního zábradlí), v severní části parku vybudovány čtyři elektrické přípojky a vykáceno asi 90 převážně zdravých stromů. V rámci revitalizace mělo být vyměněno veřejné osvětlení i lavičky, vybudována speciální plocha pro pořádání kulturních akcí, vybudována okružní stezka po obvodu ostrova zahrnující visutou lávku obcházející restauraci, na jižním konci mělo být vybudováno dřevěné vyhlídkové molo s posezením, přístaviště skautské lodi s klubovnou a další přístavní mola. Navrženo bylo slavnostní nasvícení včetně efektů zdaleka viditelných světelných kuželů. Národní památkový ústav doporučoval zachovat dosavadní historický a přírodní charakter ostrova. Pracovní skupina při městské části Praha 1 po vlně nesouhlasných reakcí v létě 2009 připustila redukci plánovaného kácení.

## Další názvy
- Trávník
- Hořejší ostrov
- Vodní dvůr
- Malé Benátky
- Malý ostrov
- Šicinzl (z německého Schützeninsel)